# Bromuro de xililo

De derecha a izquierda, los isómeros orto, meta y para del bromuro de xililo.

El bromuro de xililo, también conocido como bromuro de metilbencilo o T-Stoff, es un compuesto químico orgánico  con la fórmula molecular C8H9Br, se utilizaba antiguamente como gas lacrimógeno y tiene un olor que recuerda al de la lila. Físicamente es un líquido incoloro (punto de fusión 21 °C).

## Usos
Se trata de una sustancia altamente tóxica, irritante y lacrimógena que ha sido incorporada en las  armas químicas desde los primeros meses de la Primera Guerra Mundial. Estudios relacionados al uso de armas químicas durante la Primera Guerra Mundial, sostienen que el primer uso fue en agosto de 1914, cuando soldados franceses atacaron a los soldados alemanes con granadas de gas lacrimógeno, pero es más probable que el agente utilizado en ese incidente fuera bromoacetato de etilo, arma que los franceses probaron antes del inicio de la guerra.
El primer uso extensivo de bromuro de xililo fue el lanzamiento por parte de las fuerzas alemanas de 18.000 "proyectiles T" contra las posiciones rusas en la batalla de Bolimov en enero de 1915. Estos proyectiles median 15 cm y contenían una carga explosiva y 3 kg de bromuro de xililo. El ataque fue un fracaso total ya que el frío del invierno impidió que se formara un aerosol efectivo. En consecuencia el bromuro de xililo cayó encima de las tropas alemanas, de manera inofensiva en el suelo o la concentración que llegó al frente ruso era demasiado baja para provocar grandes daños. Un ataque similar en Nieuwpoort en 1915 tampoco tuvo éxito. Sin embargo, debido la facilidad para sintetizar el bromuro de xililo, tuvo un uso continuado durante toda la Primera Guerra Mundial, en particular se extendió entre las tropas alemanas como componente de la mezcla Weisskreuz ( Cruz Blanca ).

## Isómeros estructurales
Los tres isómeros, denominados colectivamente por número de registro CAS 35884-77-6, son los siguientes: 
- CAS RN 89-92-9: o-xililo bromuro (bromuro de 2-metilbencilo, nombre sistemático 1-bromometil-2-metilbenceno ) (NIST)
- CAS RN 620-13-3: bromuro de m-xililo (bromuro de 3-metilbencilo, nombre sistemático 1-bromometil-3-metilbenceno ) (NIST)
- CAS RN 104-81-4: bromuro de p-xililo (bromuro de 4-metilbencilo, nombre sistemático 1-bromometil-4-metilbenceno) (NIST)

En la ausencia de aclaración, el nombre de "bromuro de xililo" puede referirse a cualquiera de estos isómeros o una mezcla de los tres. 